# اولد باکنهام
اولد باکنهام (به انگلیسی: Old Buckenham) یک روستا و محله مدنی در بریتانیا است که در Breckland District واقع شده‌است. اولد باکنهام ۲۰٫۰۶ کیلومتر مربع مساحت و ۱٬۲۷۰ نفر جمعیت دارد.